# Маломедвежевская
Маломедвежевская — деревня в Устьянском районе Архангельской области.

## География
Находится в южной части Архангельской области на расстоянии приблизительно 19 км на юг по прямой от административного центра района поселка Октябрьский на правом берегу речки Заячья.

## История
В 1859 году здесь (деревня Вельского уезда Вологодской губернии) было учтено 18 дворов. До 2022 года входила в Ростовско-Минское сельское поселение до его упразднения.

## Население
Численность населения: 165 человек (1859 год), 81 (русские 93 %) в 2002 году, 53 в 2010.